# Karl Wagner (politik)
Karl Adolf Wagner (30. května 1806 Šumperk – 11. května 1877 Olomouc) byl moravský a rakouský průmyslník z Šumperku a politik německé národnosti, během revolučního roku 1848 poslanec rakouského Říšského sněmu, pak starosta Šumperka.

## Biografie
Pocházel z podnikatelské rodiny Wagnerů původem z Rohle, která dlouhodobě ovlivňovala průmyslový rozvoj Šumperska. Heinrich Wagner zde již na přelomu 18. a 19. století obchodoval s textilem. Na tento obor navázali i jeho dva synové, Franz Wagner (narozen roku 1765) a Karl Wagner. Oba byli aktivní v textilním podnikání a později společně založili v Šumperku obchod s přízí a plátnem. Postupně koupili další budovy a zahájili vlastní výrobu textilu. Firma měla roku 1804 320 ručních stavů a zaměstnávala 275 tkalců a více než tisíc přadláků. V roce 1802 bratři vybudovali i bělidlo v Rapotíně a roku 1812 přibylo další bělidlo v Rejhoticích. Po smrti Karla ho ve vedení podniku nahradil synovec Johann Kunz, který se po smrti Franze roku 1818 stal ředitelem firmy. Dědické spory ale způsobily bankrot podniku.
Karl Adolf Wagner byl synem Franze Wagnera. Narodil se v roce 1806 a v roce 1834 zkrachovalou firmu převzal a obnovil výrobu. Zaměstnával 468 tkalců. Podporoval technologický rozvoj a mechanické předení, jehož průkopníky byly anglické, francouzské a belgické firmy. V roce 1839 inicioval vznik mechanické přádelny lnu a konopí v Šumperku, která byla první továrnou tohoto typu na Moravě. Vlastní stavba započala v roce 1841 a roku 1842 došlo k zahájení produkce. Karl Adolf působil jako obchodní ředitel podniku. Akcionáři byli četní šumperští měšťané. Kromě toho byl i veřejně aktivní. Od roku 1841 zasedal v šumperské městské radě.
Během revolučního roku 1848 se zapojil do politického dění. V celostátních volbách roku 1848 byl zvolen na rakouský ústavodárný Říšský sněm. Zastupoval volební obvod Uničov. Uvádí se jako majitel textilní továrny. Patřil ke sněmovní levici.
Roku 1848 se stal starostou Šumperku. Podle jiného zdroje zastával starostenský post v období let 1850–1857. Coby starosta se zasadil o výstavbu kanalizace a rozšíření hřbitova. V roce 1854 získal rakouský zlatý záslužný kříž s korunou.
V 60. a 70. letech 19. století prodělala Wagnerova firma stagnaci a úpadek v důsledku zostřené konkurence dalších mechanických přádelen. Wagner čelil kritice za špatné hospodaření podniku, musel rezignoval na funkce a odešel do Olomouce, kde roku 1877 zemřel. Jeho původní textilní firma zastavila výrobu v roce 1880. Tovární objekty pak převzala firma Oberleithner, jejíž členové byli rovněž politicky aktivní na lokální i celostátní úrovni.
Město Šumperk mu udělilo čestné občanství. V roce 1939 byla po něm pojmenována ulice v centru města, třída Karla Wagnera (dnes ulice Ležáky).